# Птахи і квіти (жанр)

Цуй Бо. Бамбук і чапля, XI ст.

Хуа-няо (花鳥 «Квіти й птахи») — один з традиційних жанрів живопису та декоративно-прикладного мистецтва Китаю. Композиції зображень квітів, птахів, рослин, плодів, комах в супроводі каліграфічних написів, іноді сповнені асоціативно-символічного змісту, виконувалися на сувоях шовку чи паперу, на ширмах, віялах, порцеляні, на виробах з лаку та емалей.

## Початок за легендою в X ст.
Художники традиційного китайського живопису давно звернулись до зображень тварин, комах і птахів. Вони знайдені ще на черепках старовинної кераміки під час археологічних розкопок. Згодом в мистецтві сформувався окремий жанр «Птахи й квіти», котрий поєднав зображення птахів і рослин, рослин і комах тощо.
Появу жанру датують X століттям нашої ери. Китай того часу — конгломерат подрібнених державних утворень. Верхню і середню ділянки річки Янцзи контролювали держави Рання Шу та Пізня Шу. В краю зелених схилів і мешкав художник Хуан Цюань (900–965). Саме його вважають засновником жанру «Птахи та квіти». За переказами, на подвір'я царя Гуначжена привезли в подарунок шість журавлів. Птахи так сподобались царю, що він наказав художникові намалювати їх на стіні. Митець настільки добре відтворив птахів у стінопису, що відтоді зала отримала назву «Шести журавлів». Зрозуміло, що майстерно відтворити тварин художникові допомогли давні спостереження за птахами і тваринами та висока обдарованість. Виконав він і інші замови володаря, одна з яких (теж стінопис) отримала назву «Птахи й квіти в чотири пори року». Унікальний характер мала і збережена пам'ятка початкового періоду жанру «Птахи й квіти», відома під назвою «Рідкісні птахи», хоча там подані не тільки птахи. На невеликому відрізі шовку художник водяними фарбами розмістив зображення двадцяти чотирьох (24) птахів, комах і плазунів. Картина, створена художником, що пізніше потрапила до збірок музею Гугун в Пекіні, не мала яскраво висловленого сюжету. Її зміст частково пояснив напис, що свідчив про призначення картини. Остання мала бути навчальним посібником для сина, котрого батько готував для фаху художника.

## Прихильники жанру в давнину
Жанр «Птахи та квіти» був тісно пов'язаний з розвитком пейзажного жанру. На відміну від останнього, художники відмовлялись від панорамних зображень і численних деталей краєвидів. На аркуші чи невеликому сувої зображували лише невеликі фрагменти природи — листя і бутони лотоса, що стирчали з води, гілку розквітлої дикої сливи мейхуа чи персика, улюблений бамбук чи гілку сосни, запорошену снігом. Ці куточки природи наче вихоплені з велетенського її розмаїття і побачені глядачем, уважним і захопленим її красою. Завмерлість зображень долалася обов'язковим додаванням птахів чи комах. В Китаї була розповсюджена традиція спостережень за природою навіть у віддалених селах. А художники жанру «Птахи й квіти» впродовж довгого вивчення квітів і птахів ставали справжніми ботаніками і орнітологами. Здається, вони намагались відтворити все розмаїття місцевих птахів. Корективи внесла географія і птахи півночі не були схожі на птахів тропічного півдня. До того ж були й птахи перелітні.

## Теоретики жанру

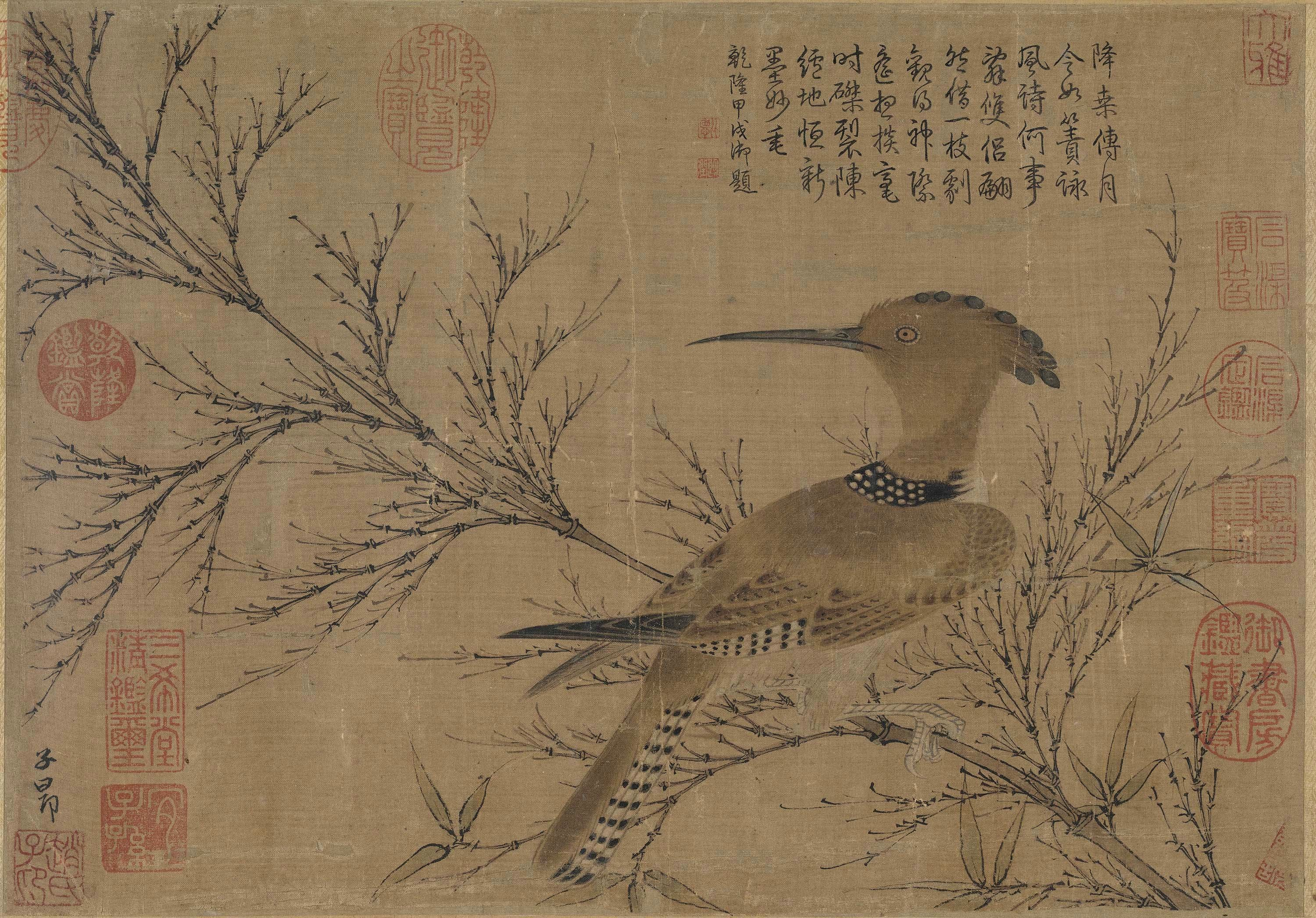
Чжао Менфу. «Таємничий паросток бамбука, що несе на собі птаха»

Середньовічні уніфікація і символізм свідомості спростили розмаїття. З'явились найпопулярніші квіти (лотос, півонія, мейхуа), рослини (бамбук, клен, сосна), також птахи й навіть окремі мотиви, що почали переходити з картини в картину.
Феодальний гніт і свавілля імператорських чиновників сприяли поширенню в суспільстві настроїв тихого і постійного спротиву, настроїв втекти хоч у віддалений монастир, хоч в дику місцину. Усамітнення і відрив від суспільства набувають змісту свободи і бажаної мрії. З'явилися і теоретики, що оспівували усамітнення, та втечу в дику природу, наче це надасть спокій і мудрість Серед цих теоретиків і художник Си Кун-ту, що створив трактат з проповіддю усамітнення і втечі в дику природу.. Він наполягав на символічному значенні кожної квітки та рослини, якщо їх переносили в картину. Си Кун-ту писав "Високе і самотнє дерево нагадує високе прагнення душі літати над землею. Верба уособлює красу природи, а її тінь на стежці здатна подарувати тонку насолоду. Квіти персика, рясно вкривши все дерево, надихають на творчість… "
Си Кун-ту не зупинявся на рослинах і наділяв символізмом також і зображення птахів. Вертлявий папуга у нього — втілення рухливого життя духу, величний лелека — символ польоту душі поета, вільного від пригноблення і брутальної реальності. Лелека навіть отримав у Си Кун-ту епітет «святий».

## Шедеври художника Цуй Бо
Середньовічні уніфікація і символізм йшли поруч у прагненні дослідити природу, птахів і квіти, місцеві рослини. І холодні, відірвані від реальності символи Си Кун-ту та інших теоретиків у талановитих художників далеко відступали перед красою реальної природи. Виникають шедеври, де неможливо наділити холодними символами картину з птахами та рослинами. Серед них і монохромний твір художника Цуй Бо "Бамбук і чапля". Формально картина символічна. Шквальний вітер рве листя бамбука і гне його тонкі стовбури. Лише старий стовбур не гнеться від сильного вітру, а протистоїть йому, як і біла чапля, що іде уперед, наперекір бурі. Але куточок природи поданий так реалістично і натхнено, що бачиться лише талановитим відтворенням малого краєвиду в хуртовину, відтворенням суворого дихання розбурханої природи, однаково загрозливого і для рослин, і для птахів.

## «Птахи та квіти» придворного художника Сюй Сі
Інакше працював художник Сюй Сі, що був наближений до імператорського двору в місті Нанкін. Сюй Сі створював як монохромні, так і кольорові композиції. Він часто писав лотоси, що піднялися з темної води й гойдали на листі птахів. Це його улюблена тема. Контури він робив тушевими, а зображення розфарбовував ніжними відтінками кольорів. Серед монохромних картин Сюй Сі — біла чапля восени на гілці дерева. На картині — лише біла чапля на сірому тлі та декілька гілок, що втратили листя від осінніх буревіїв. Все заради того, аби передати сум і тишу останніх днів пізньої осені.
Жанр «Птахи та квіти» не зник і за століття. Він мав численних прихильників, навіть коли зникли держави Рання Шу та Пізня Шу і дожив до XXI століття. Сини Хуан Цюаня — Хуан Цзюйцай та Хуан Цзюйбао успадкували фах батька и також працювали в жанрі «Птахи та квіти». Разом із батьком їх вважають першими художниками цього жанру.
Найвідомішими стародавніми китайськими художниками жанру «Птахи і квіти» були Хань Хуан, Му-Ци, Хуан Цюань (900–965), Сюй Сі, Чжао Чжан, Сюй Вэй и Чень Чунь.
Нові зразки й нові мотиви подали й художники XX століття, серед яких композиції з птахами та квітами Ці Байши (1864–1957), Сюя Бейхуна (1885–1953) тощо.

## Галерея

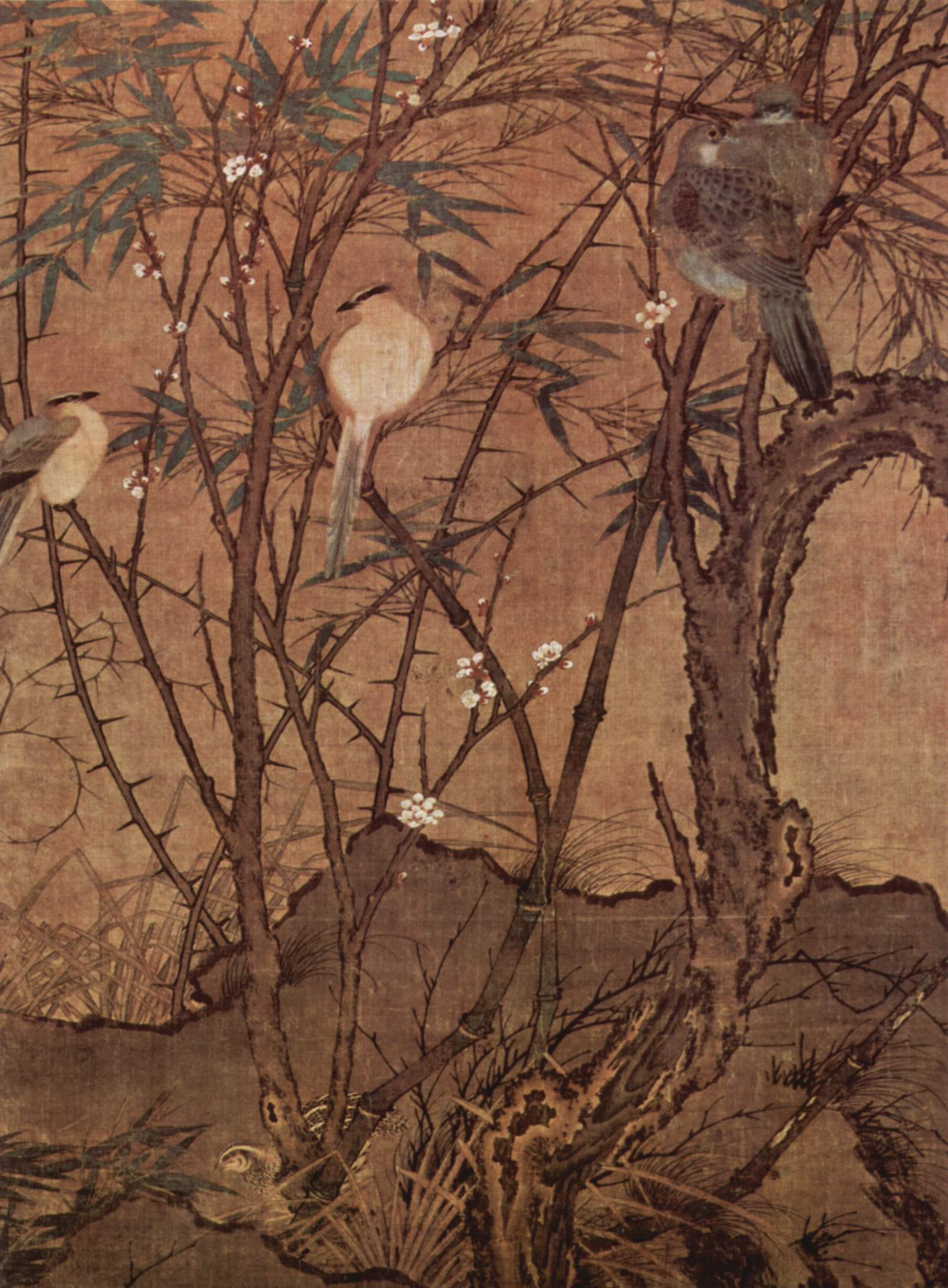
Анонім 12 століття. Птахи і квіти

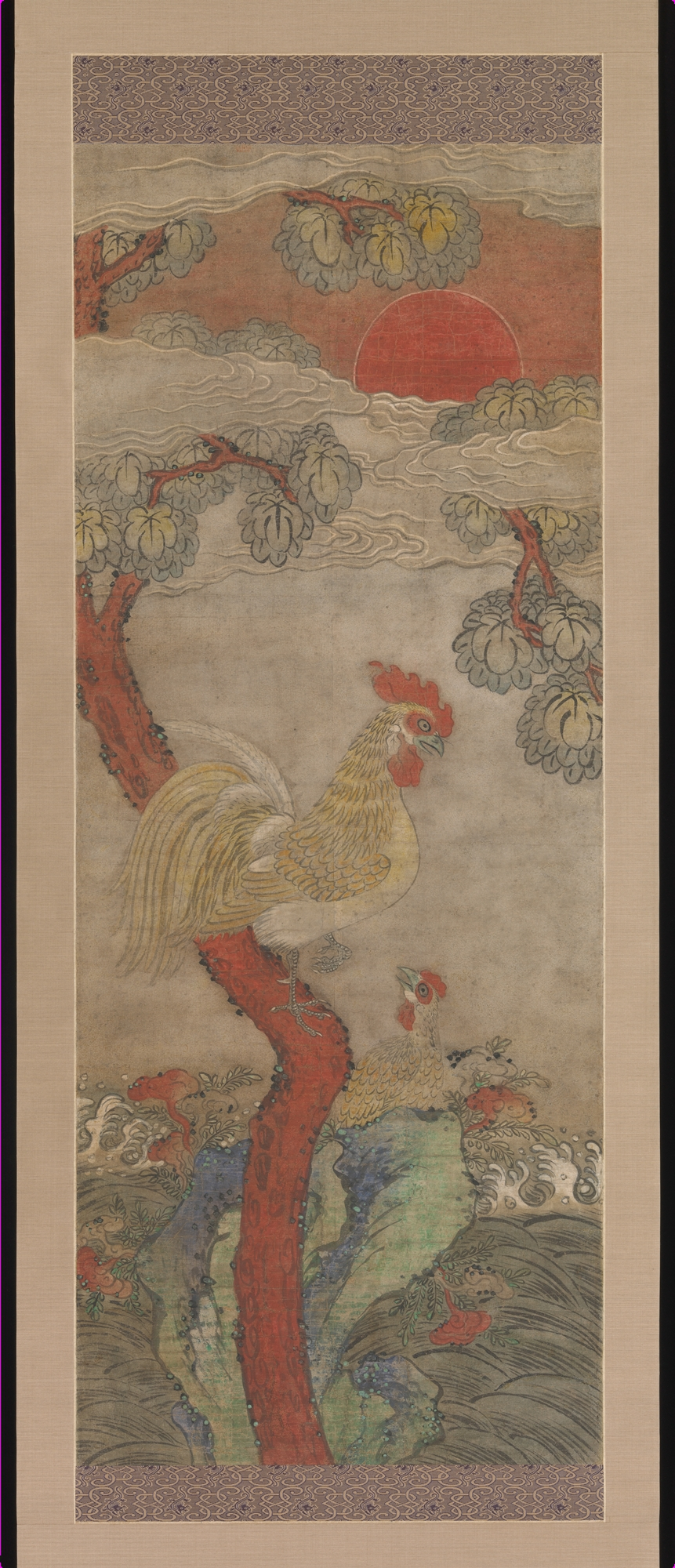
«Золотий півень і курка», корейська варіація сюжету

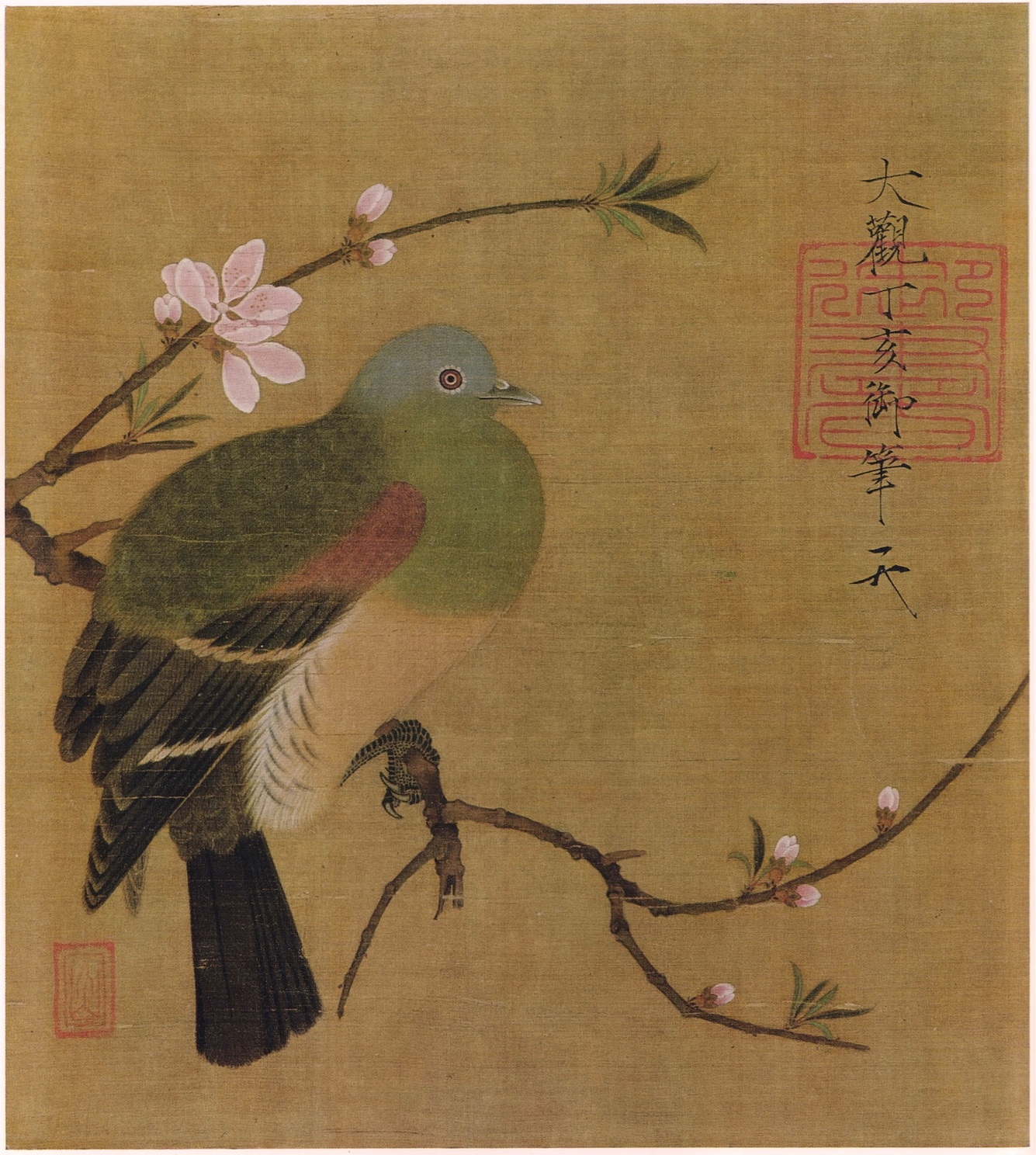
Чжао Цзи (імператор Хуейцзун) «Голуб на гілці розквітлого дерева»
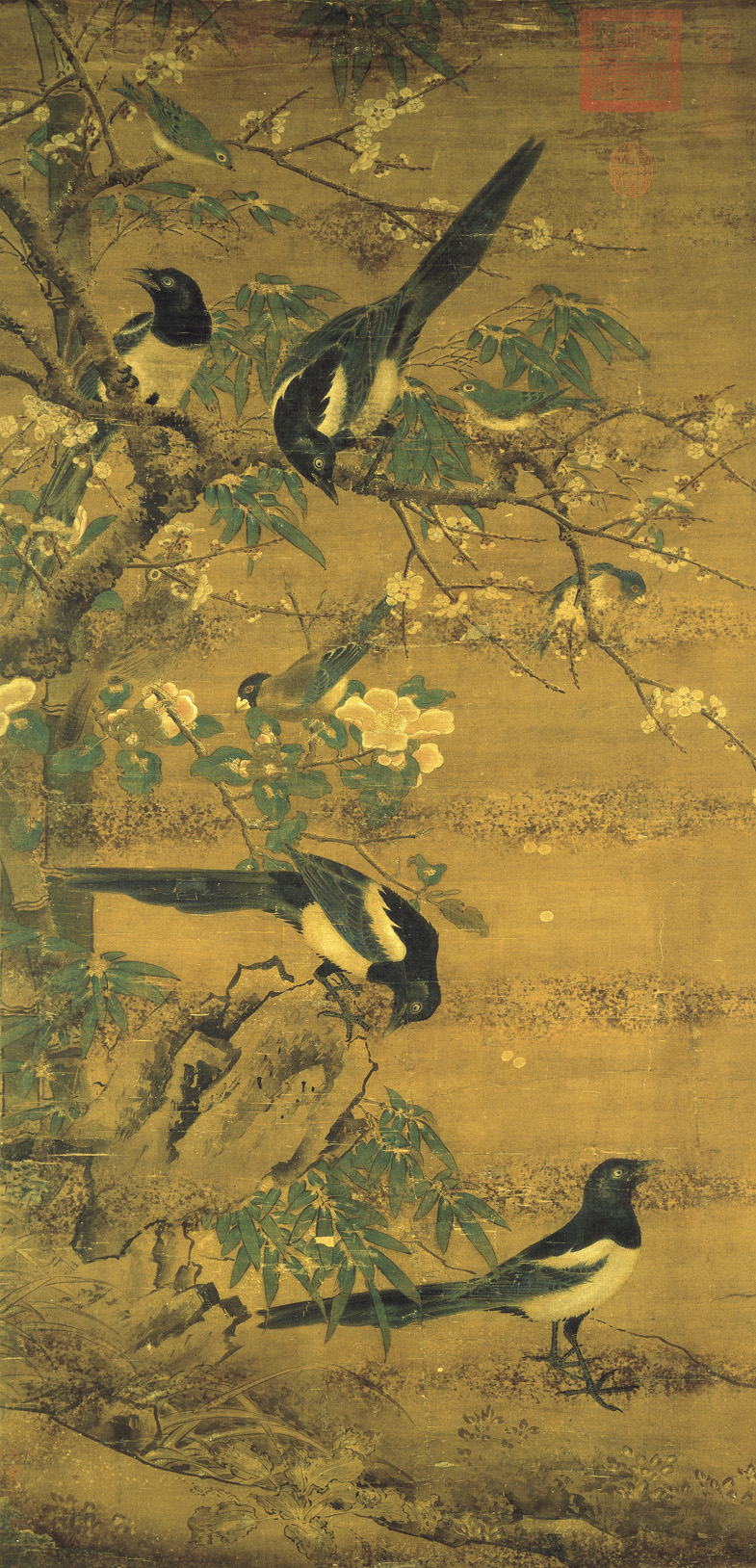
«Чотири сороки», Рання династія Мін, до XVII ст.
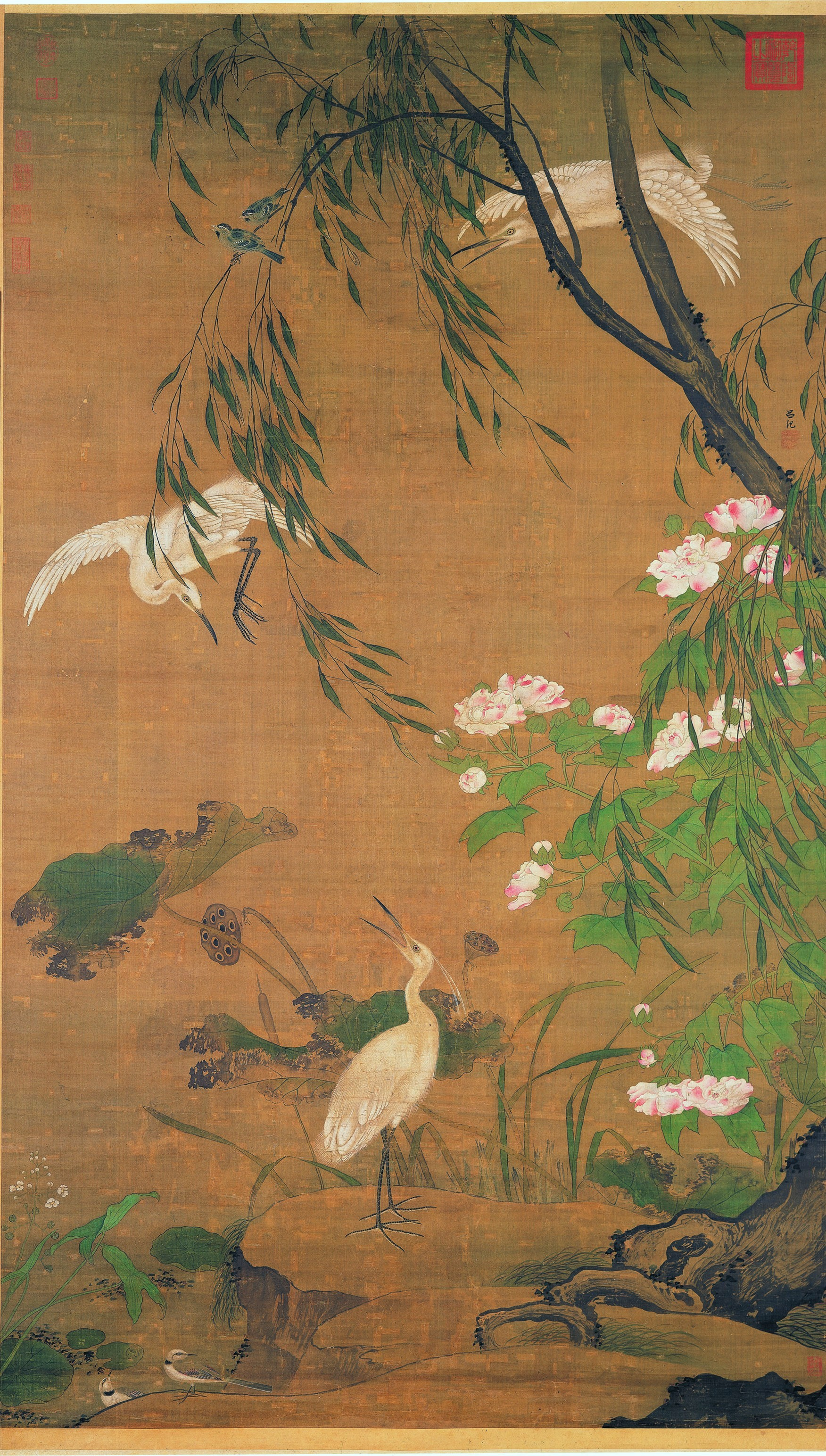
«Чаплі, верба і півонії»
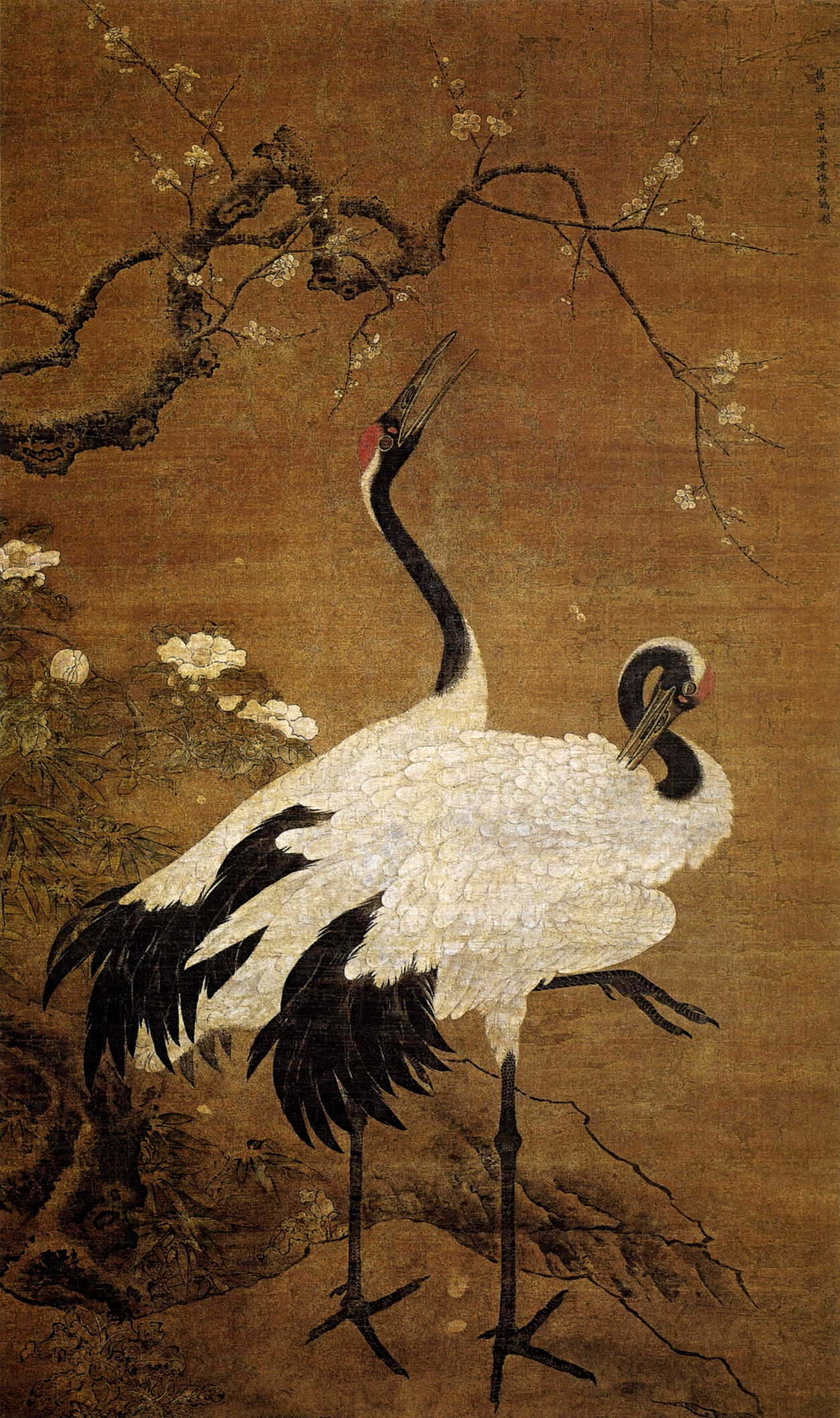
«Білі квіти сливи і журавлі»
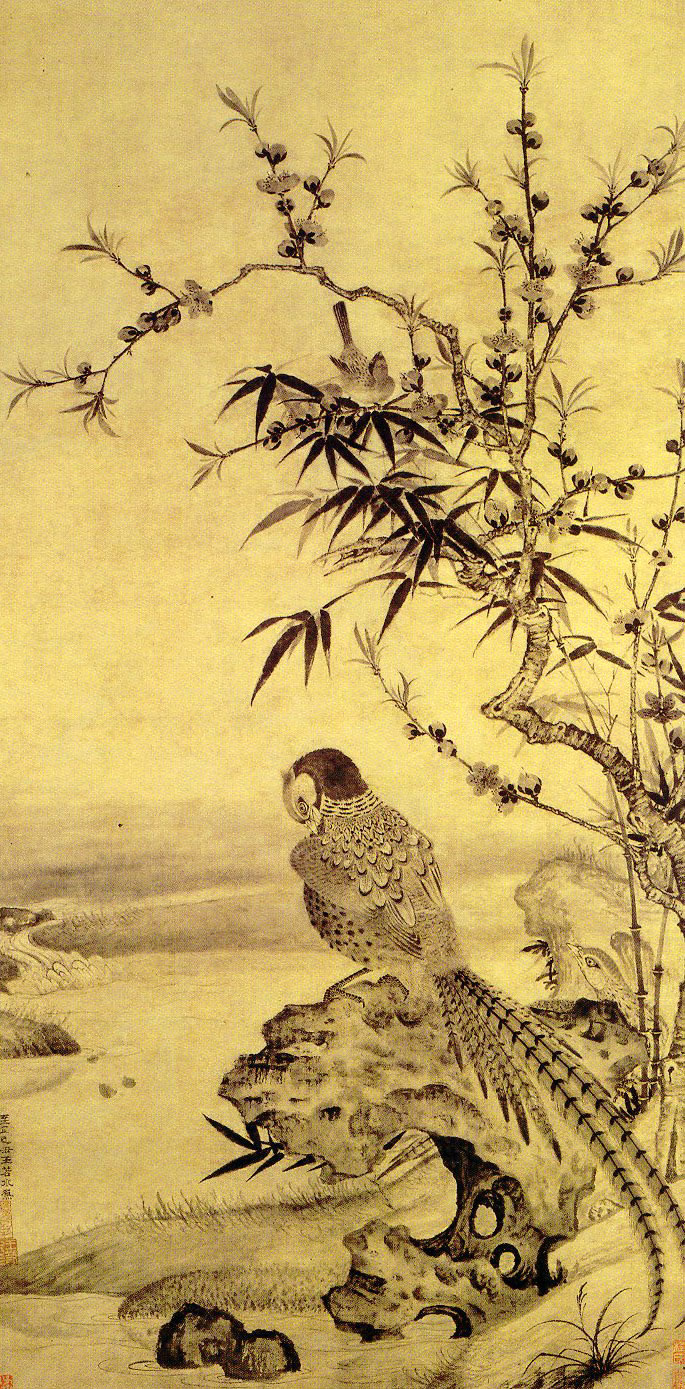
«Фазан і бамбук»
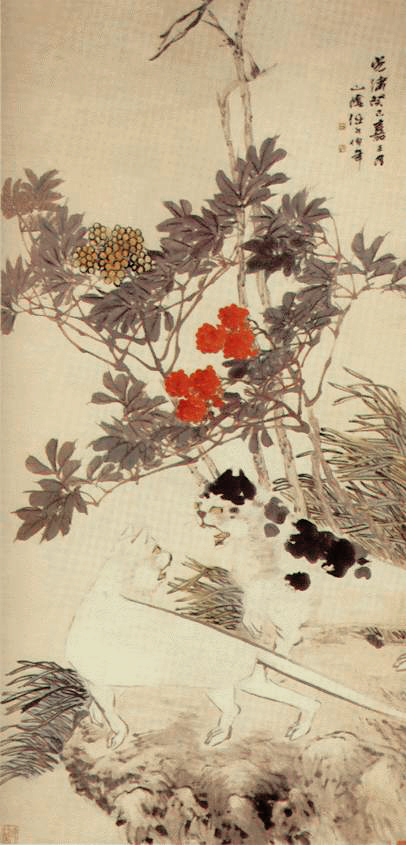
«Червоний баньян»
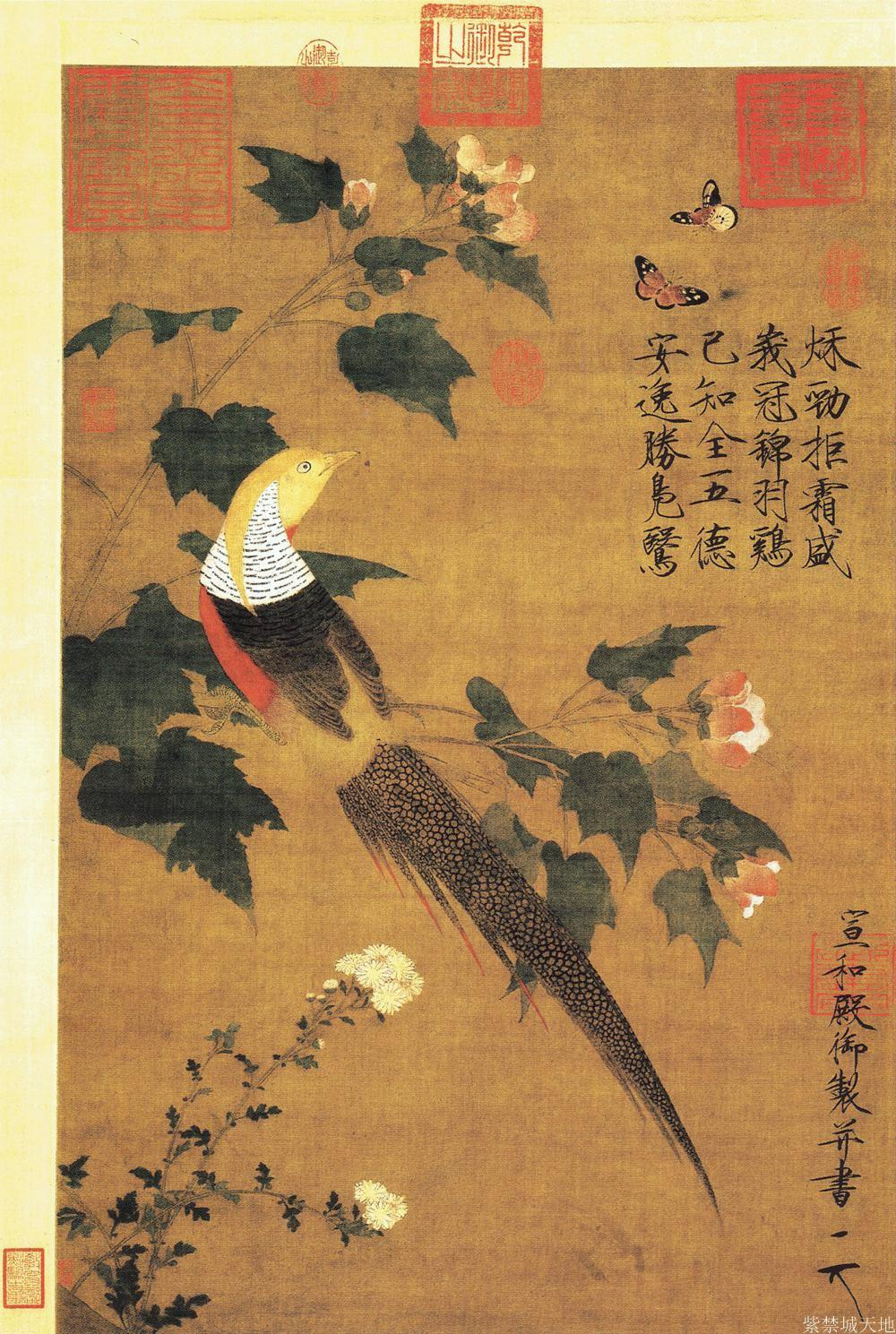
«Золотий фазан і бавовник», XI століття
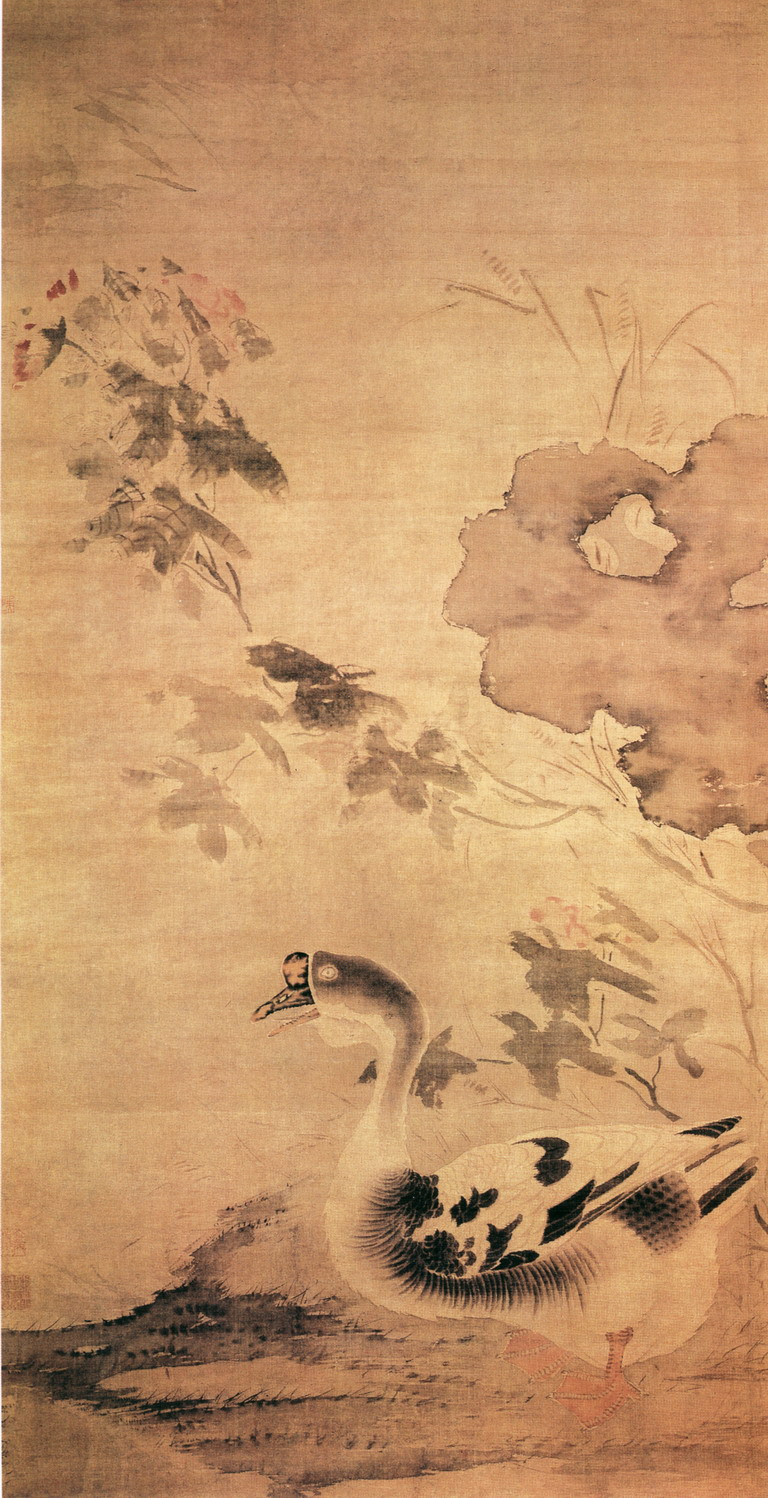
«Гусак і камінь в траві», династія Мін (1368–1644)